# José Antonio Andueza
José Antonio Andueza; (* Ovalle, 1789 - † Santiago 1830). Durante la guerra de independencia estuvo del lado Patriota. Seguidor de Bernardo O'Higgins, terminó siendo miembro del peluconismo.

## Actividades Públicas
- Diputado representante de La Serena, Elqui y Coquimbo (1822-1823) (1823-1824) y (1824-1825).